# Kup Nogometnog saveza Županije Istarske
Kup Nogometnog saveza Županije Istarske je nogometno kup-natjecanje za klubove s područja Istarske županije kojeg organizira Nogometni savez Županije Istarske. 

Pobjednik i finalist natjecanja stječu pravo nastupa u Hrvatskom nogometnom kupu. U natjecanju ne sudjeluju klubovi koji imaju izravan plasman u Hrvatski nogometni kup po ostvarenom koeficijentu.

## Dosadašnje završnice
| sezona    | pobjednik    | rezultat završnice | poraženi       | napomene                                                                                  |
| --------- | ------------ | ------------------ | -------------- | ----------------------------------------------------------------------------------------- |
| 1994./95. |              |                    |                |                                                                                           |
| 1995./96. | Jadran Poreč | 1:0                | Uljanik Pula   | igrano u Poreču                                                                           |
| 1996./97. | Jadran Poreč | 3:1                | Uljanik Pula   | igrano u Rovinju                                                                          |
| 1997./98. |              |                    |                | Istra Pula i Pazinka (Pazin) su se plasirali u pretkolo Hrvatskog kupa                    |
| 1998./99. |              |                    |                | Pazinka (Pazin) i Uljanik Pula su se plasirali u pretkolo Hrvatskog kupa                  |
| 1999./00. |              |                    |                | Rovinj i Žminj su se plasirali u pretkolo Hrvatskog kupa                                  |
| 2000./01. |              |                    |                | Uljanik Pula i Vodnjan su se plasirali u pretkolo Hrvatskog kupa                          |
| 2001./02. |              |                    |                | Istra Pula i Uljanik Pula su se plasirali u pretkolo Hrvatskog kupa                       |
| 2002./03. |              |                    |                | Jedinstvo Omladinac Nedeščina i Pula 1856 su se plasirali u pretkolo Hrvatskog kupa       |
| 2003./04. |              |                    |                | Rudar Labin i Vodnjan su se plasirali u pretkolo Hrvatskog kupa                           |
| 2004./05. |              |                    |                | Istra Pula i Jedinstvo Omladinac Nedeščina su se plasirali u pretkolo Hrvatskog kupa      |
| 2005./06. |              |                    |                | Medulin 1921 i Rudar Labin su se plasirali u pretkolo Hrvatskog kupa                      |
| 2006./07. |              |                    |                | Istra Pula i Rudar Labin su se plasirali u pretkolo Hrvatskog kupa                        |
| 2007./08. |              |                    |                | Istra Tar i Žminj su se plasirali u pretkolo Hrvatskog kupa                               |
| 2008./09. |              |                    |                | Rudar Labin i Rovinj su se plasirali u pretkolo Hrvatskog kupa                            |
| 2009./10. |              |                    |                | Jedinstvo Omladinac Nedeščina i Pazinka (Pazin) su se plasirali u pretkolo Hrvatskog kupa |
| 2010./11. |              |                    |                | Istra 1961 Pula i Rudar Labin su se plasirali u pretkolo Hrvatskog kupa igrano u Labinu   |
| 2011./12. |              |                    |                | Jedinstvo Omladinac Nedeščina i Vrsar su se plasirali u pretkolo Hrvatskog kupa           |
| 2012./13. | Novigrad     | 2:1                | Jadran Poreč   | igrano u Puli na stadionu Aldo Drosina                                                    |
| 2013./14. |              |                    |                | Funtana i Novigrad su se plasirali u pretkolo Hrvatskog kupa                              |
| 2014./15. | Jadran Poreč | 3:0                | Funtana        | Funtana domaćin završnice                                                                 |
| 2015./16. | Novigrad     | 3:0                | Veli Vrh Pula  |                                                                                           |
| 2016./17. | Novigrad     | 4:0                | Mladost Fažana | Igrano u Puli na stadionu Aldo Drosina                                                    |
| 2017./18. |              |                    |                |                                                                                           |
| 2018./19. |              |                    |                |                                                                                           |
| 2019./20. |              |                    |                |                                                                                           |
| 2020./21. |              |                    |                |                                                                                           |
| 2021./22. |              |                    |                |                                                                                           |
| 2022./23. | Jadran Poreč | 4:1                | Rudar Labin    | Igrano u Puli na stadionu Aldo Drosina                                                    |
| 2023./24. | Jadran Poreč | 2:0                | Banjole        | Igrano u Puli na stadionu Aldo Drosina                                                    |

## Vanjske poveznice
- Nogometni savez Županije Istarske  Arhivirana inačica izvorne stranice od 21. studenoga 2016. (Wayback Machine)